# Straßenbahn Bordeaux
Die Straßenbahn Bordeaux (frz. Tramway de Bordeaux) bietet seit 2003 ein Verkehrssystem wieder an, das in der südwestfranzösischen Großstadt bereits zuvor bis 1958 bestanden hatte. Sie ist heute das wichtigste öffentliche Verkehrsmittel dieser Stadt und gilt aufgrund ihrer teilweise oberleitungsfreien Ausführung als eine der technisch fortschrittlichsten Straßenbahnen der Welt. Die Straßenbahn gehört zum Verkehrsnetz Transports Bordeaux Métropole (TBM, ehemals Tram et Bus de la Communauté Urbaine de Bordeaux, TBC) und wird von Keolis Bordeaux Métropole, einem Tochterunternehmen des Keolis-Konzerns, betrieben. Im Jahr 2016 wurden ca. 80 Millionen Fahrgäste befördert.

## Geschichte

### Die erste Straßenbahn

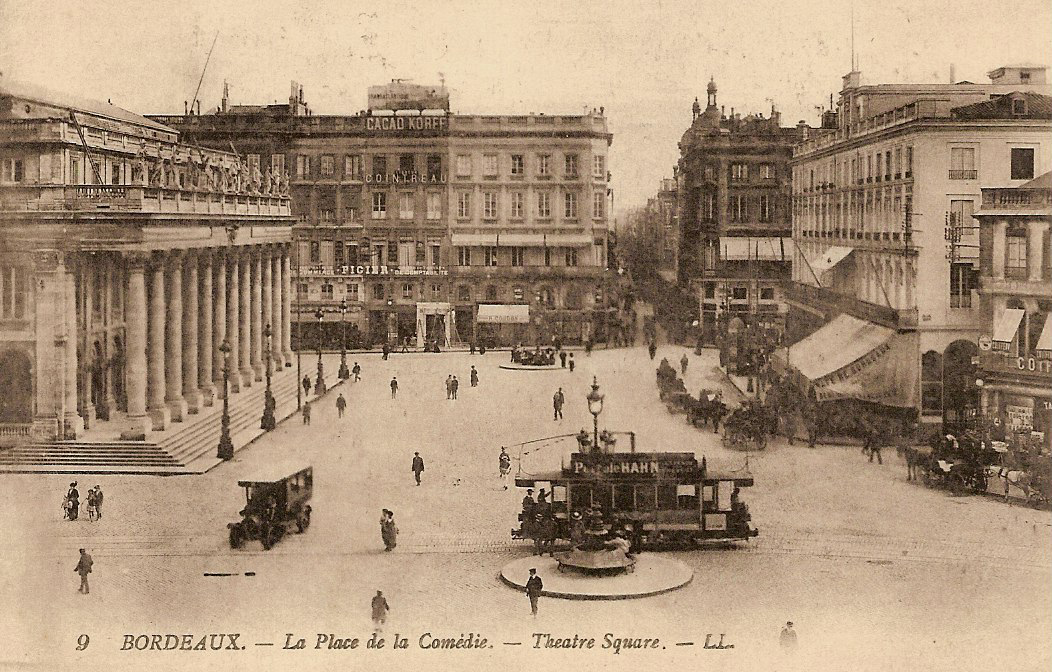
Straßenbahn auf dem Place de la Comédie, um 1900

Die Geschichte der Straßenbahn in der Stadt reicht bis in das Jahr 1880 zurück. Am 4. Mai dieses Jahres wurde in Bordeaux die erste Pferdestraßenbahnlinie eröffnet. Bis zum Jahr 1891 wuchs das Netz dieser Linien bis auf 39 Kilometer an. Hinzu kamen ab dem 17. Dezember 1893, als die Société du tramway de Bordeaux au Bouscat et Vigean in Betrieb aufnahm. In den folgenden Jahren kamen zahlreiche private Vorortbahnen hinzu. Im Gegensatz zur normalspurigen Straßenbahn in der Innenstadt befuhren die Vorortbahnen Gleise in Meterspur. Da diese Bahnen noch vor der Innenstadt endeten, waren die Fahrgäste meist zum Umsteigen gezwungen.
Der Erfolg der elektrischen Vorortbahnen führte zur Überlegung, auch die Bahnen in der Innenstadt zu elektrifizieren. Da Beeinträchtigungen des Stadtbildes durch die Oberleitungen befürchtet wurden, griff man die Idee der Unterleitung auf. Am 17. Februar 1900 ging eine zwei Kilometer lange Versuchsstrecke in Betrieb. Trotz etlicher Schwierigkeiten aufgrund der technischen Unausgereiftheit des Systems hielt sich die Bahn bis in die 1950er Jahre.
In den 1920er Jahren begann man damit, die beiden Straßenbahnnetze einander anzugleichen und unter dem Dach der 1898 gegründeten Tramways Électriques et Omnibus de Bordeaux (TEOB) zu bündeln. Bis 1939 hatte man alle Vorortbahnen auf Normalspur umgestellt und konnte ein 38 Linien umfassendes Netz mit mehr als 200 Kilometern Länge vorweisen. 25 Linien verkehrten in der Stadt und 13 zu den Vororten. Bis zum Jahr 1946 konnte die Zahl der Fahrgäste bis auf 160 Millionen gesteigert werden. Dies führte allerdings zu einer starken Abnutzung der Wagen, Gleise und Oberleitungen.
1947 kam es mit der Wahl von Jacques Chaban-Delmas zum Oberbürgermeister zu einer radikalen Wende in der Verkehrspolitik der Stadt. Er begann direkt nach seiner Wahl die Straßenbahn in Bordeaux systematisch stillzulegen. 1952 gingen die Geschäfte der TEOB an die Compagnie générale française de transport et d’entreprise (CGFTE) über. Die letzte Straßenbahnlinie wurde am 7. Dezember 1958 eingestellt. Einher ging dieser Rückbau mit einem massiven Stellenabbau. Von den 1950 noch vorhandenen 2500 Angestellten waren zu diesem Zeitpunkt nur noch 1200 im Dienst.

### Straßenbahnlose Zeit
1968 wurde dann der Kommunalverband Communauté urbaine de Bordeaux (seit 2015: Bordeaux Métropole) gegründet, der die Stadt Bordeaux und ihre Vororte angehören und die den ÖPNV betreibt. 1975 begann der französische Staat aufgrund der zunehmenden Probleme im innerstädtischen Verkehr der Großstädte, den schienengebundenen Nahverkehr zu fördern. Auch in Bordeaux wurde über die Einführung nachgedacht. Geplant war allerdings der Bau einer meterspurigen Métro nach dem Vorbild der Métro Lille, da Chaban-Delmas nicht eine Stadtbahn in Bordeaux einführen wollte, nachdem er die Stadt von der Straßenbahn befreit hatte. Am 22. März 1991 beschloss die Communauté urbaine, bei Enthaltung der Sozialisten, mit 60:17 Stimmen den Bau einer Métro des Systems Véhicule automatique léger (VAL). Der sandige Untergrund vereitelte aber diese Planungen. Um die Probleme trotzdem in den Griff zu bekommen, wurden zunächst Gelenkbusse eingeführt, was allerdings nur kurzfristig zu einer Verbesserung der Situation führte.

### Die neue Straßenbahn
1995 trat Chaban-Delmas zurück und Alain Juppé wurde sein Nachfolger. Mit ihm kam auch ein Wechsel der Richtung in der Verkehrspolitik. Am 18. Februar 1997 wurde durch den Kommunalverband die Einführung einer Straßenbahn in Bordeaux und Umgebung beschlossen. Am 26. Januar 2000 wurde der öffentliche Nutzen der Maßnahme bestätigt und die Bauarbeiten konnten beginnen. Bedingt durch Probleme bei der Vergabe der Baumaßnahme verzögerte sich der Bau des Netzes.
Die erste Strecke konnte am 21. Dezember 2003 eröffnet werden, mit dem Abschnitt der Linie A von Mériadeck nach Lormont. Die weiteren Abschnitte der ersten Bauphase wurden bis Juli 2004 dem Verkehr übergeben, bei einer Streckenlänge von 24,5 km und 53 Stationen. Gleichzeitig wurde das komplette Busnetz neu strukturiert und auf die Straßenbahn ausgerichtet. Die Kosten der ersten Ausbauphase betrugen 638 Millionen Euro.
In der Phase Zwei zwischen 2004 und 2008 wurde das Netz erweitert auf 43,9 km und 90 Haltestellen. Dafür waren 436 Millionen Euro budgetiert.

### Phase III
Die Phase III umfasst insgesamt fast 33 Kilometer Straßenbahn-Neubaustrecken sowie 7 Kilometer Strecke des Tram-Train du Médoc parallel zu einer Eisenbahnstrecke. Die Investitionen hierfür belaufen sich auf 582 Millionen Euro; das Ziel war, im Jahr 2020 200 Millionen Fahrgäste zu transportieren. In dieser Ausbauphase wurden einige neue Punkte beschlossen, um die Baukosten zu senken: Größere Stationsabstände, eingleisige Strecken und Schotteroberbau sind einige der Maßnahmen.
Folgende Projekte umfasst die Phase III:

#### Erweiterung der Linien B und C
- Die Linie B wurde im Norden vom bisherigen Endpunkt Claveau um eine Station verlängert. Diese Erweiterung ging 2014 in Betrieb.
- Die Linie C wurde im Norden von der bisherigen Endstation Les Aubiers um 3,4 km bis zum Parc des Exposition verlängert. Auch hier wird ein Teil der Strecke eingleisig ausgeführt, insgesamt entstanden vier neue Stationen. Die erste neue Station, Berges du lac, wurde im Februar 2014 eröffnet, die drei anderen gingen im Januar 2015 ans Netz.[7] An diese Verlängerung schließt sich ein Depot für mindestens zwanzig Fahrzeuge an.
- Auch im Süden wurde die Linie C verlängert. Die 3,7 km lange Verlängerung entstand auf dem Stadtgebiet von Bègles, das südlich an Bordeaux anschließt. Sieben neue Haltestellen umfasst diese Erweiterung, darunter auch eine beim SNCF-Bahnhof Bègles, sie ging 2015 in Betrieb. Weiter 1,4 km bis zum Endpunkt Villenave d’Ornon folgten dann bis zum Jahr 2019.

Weiter wurden im Zuge der Phase III einige Stumpfgleise im bestehenden Netz eingebaut, um Kurzführungen zu ermöglichen.

#### Schaffung der Linie D
Zusätzlich zu den Verlängerungen der bestehenden Linien soll eine vierte Linie geschaffen werden (siehe Aktualität bei Abschnitt Linie D). Diese Linie D wird von der Place des Quinconces (zurzeit Umsteigestation zwischen den Linien B und C) in nordwestlicher Richtung nach Le Haillan verlaufen und soll knapp 10 km lang werden und wird dabei auch die Orte Le Bouscat und Eysines erschließen. Die Fertigstellung der Gesamtlinie mit ihren 16 Haltestellen, darunter zwei mit P+R-Parkplätzen, ist für 2020 vorgesehen.
Für die Phase III wurden bei Alstom weitere 26 Citadis in der längeren Ausführung bestellt, die Auslieferung begann im März 2013. Darüber hinaus existieren auch noch Optionen für bis zu 30 weitere Fahrzeuge.

#### Tram-Train du Médoc
Entlang der Bahnstrecke Bordeaux-St-Louis–Pointe de Grave, die von Bordeaux nach Le Verdon-sur-Mer führt, soll langfristig ein Tram-Train entstehen. Die Strecke zweigt in Nähe der Haltestelle Cracovie in Bordeaux von der Linie C ab und führt über Bruges auf einer 7,2 km langen Strecke bis zum Bahnhof Blanquefort. Die Strecke ist seit Dezember 2016 in Betrieb. Von den drei Ästen der Linie C ist der TGV-Bahnhof Bordeaux ohne Umsteigen zu erreichen.
Zunächst wurde nur neben einer bestehenden SNCF-Strecke ein zusätzliches Gleis gelegt, das nur von der Straßenbahn befahren wird. Es fahren also erst einmal Eisenbahnzüge auf einer eingleisigen Strecke, und parallel fährt dazu die Straßenbahn ebenfalls auf einer eingleisigen Strecke. Ein echter Tram-Train-Betrieb, also mit Eisenbahnzügen und Straßenbahnen auf demselben Gleis, ist erst für später vorgesehen. Die zunächst für 2014 vorgesehene Inbetriebnahme konnte erst Ende 2016 durchgeführt werden, denn im Jahr 2014 erklärte das zuständige Verwaltungsgericht die Planungsvoraussetzungen für unzulässig – als bereits 70 % der Bauleistungen erbracht waren. In einer Berufungsverhandlung wurde im Jahr 2015 das Urteil der ersten Instanz aufgehoben.

## Elektrische Stromversorgung

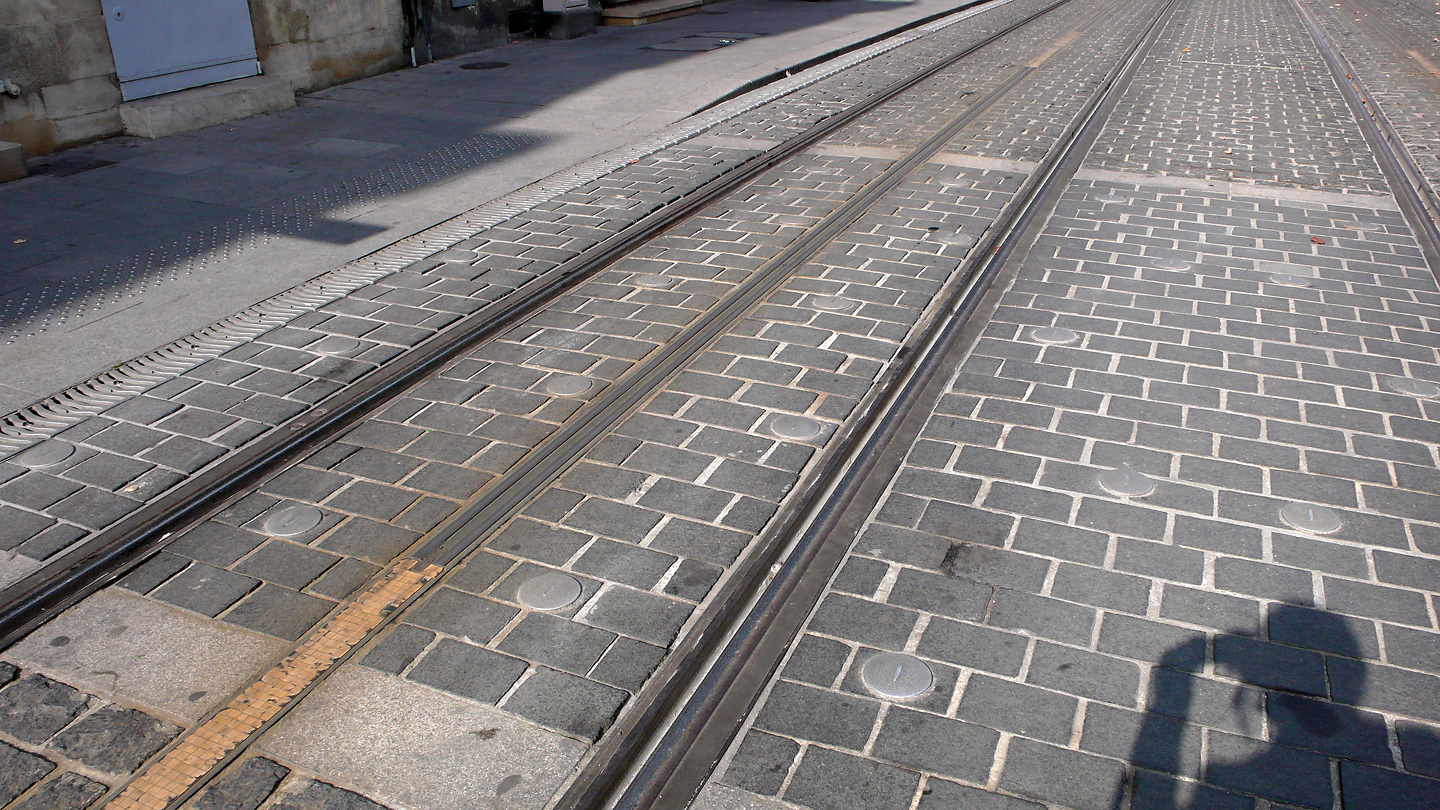
Stromschiene, links unten ein isolierter Abschnitt

Um das Stadtbild von Bordeaux nicht zu stören, fährt die Straßenbahn in der Innenstadt und in manchen Vororten ohne Oberleitung. Insgesamt sind 10.850 Meter mit dem neu entwickelten System Alimentation Par Sol (APS) ausgestattet. Bei diesem System befindet sich zwischen den beiden Schienen eine Stromschiene, die 750 Volt Gleichspannung führen kann. Die Stromschiene ist in einzelne Sektionen unterteilt. Jede Sektion besteht aus einer 8 Meter langen stromführenden Schiene und einem 3 Meter langen isolierten Abschnitt.
In den Außenbereichen von Bordeaux fährt die Straßenbahn konventionell mit Oberleitung und Pantograph. Das Umschalten auf die jeweils andere Betriebsart findet während des Aufenthalts in einer Station statt und wird vom Fahrer initiiert. Der Vorgang dauert 20 Sekunden und verlängert die normale Aufenthaltszeit in der Station nicht. Der Hersteller Alstom wäre in der Lage gewesen, das System so zu konstruieren, dass die Umschaltung zwischen Oberleitung und APS automatisch und bei voller Geschwindigkeit erfolgt. Aus Kostengründen hat man darauf verzichtet und dem Fahrer die Aufgabe übertragen. Vergisst der Fahrer das Umschalten, so wird er durch einen Signalton gewarnt, sobald er versucht, in der Station anzufahren.
Das System APS gilt als äußerst innovativ, hatte aber mit massiven Kinderkrankheiten zu kämpfen. Betriebsstörungen waren in der Anfangsphase an der Tagesordnung und erforderten oft einen Ersatzverkehr mit Bussen, was zu Zusatzkosten von 500.000 Euro pro Jahr führte. Mittlerweile hat das System eine zufriedenstellende Betriebssicherheit erreicht, wenngleich auch immer noch gelegentliche Störungen auftreten. Hauptursache sind elektrische Defekte durch stehendes Wasser nach starken Regenfällen. Daher wurde das System anfangs von den Einwohnern Bordeaux’ und der örtlichen Presse stark kritisiert. Das Unterflursystem APS ist in der Errichtung etwa dreimal so teuer wie eine konventionelle Oberleitung und verursacht signifikant höhere Wartungs- und Betriebskosten. Außerdem verteuert das System jede Straßenbahngarnitur um ca. 100.000 Euro. Allerdings weisen die Projektverantwortlichen in Bordeaux darauf hin, dass die Straßenbahn nur ein Viertel dessen kostet, was eine U-Bahn gekostet hätte.

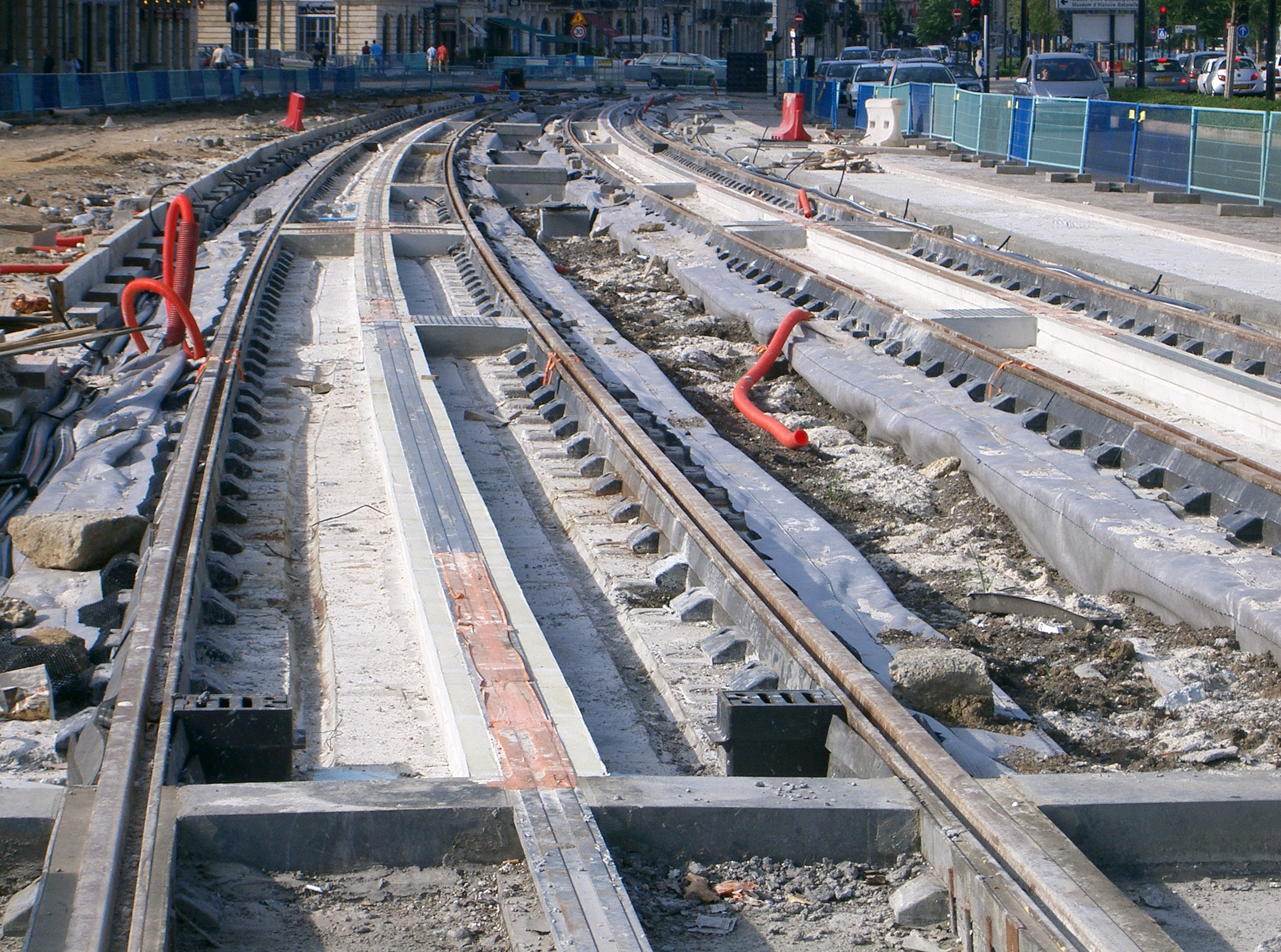
Gleisbett mit Laufschienen und der dazwischenliegenden Stromschiene während des Baus
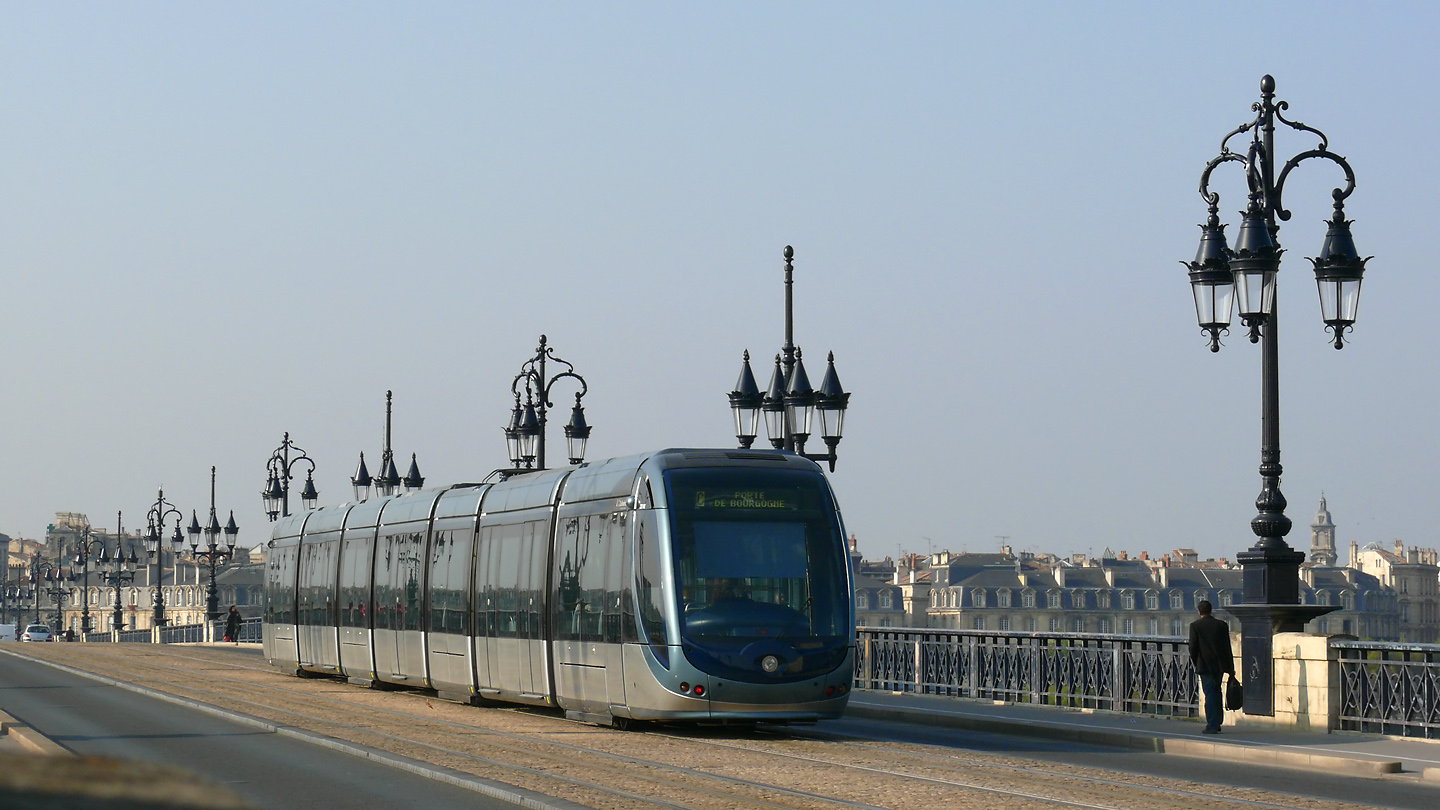
Ein Citadis 402 der Linie C auf Ausrückfahrt zur Haltestelle Porte de Bourgogne auf der Brücke Pont de Pierre

## Fahrzeuge

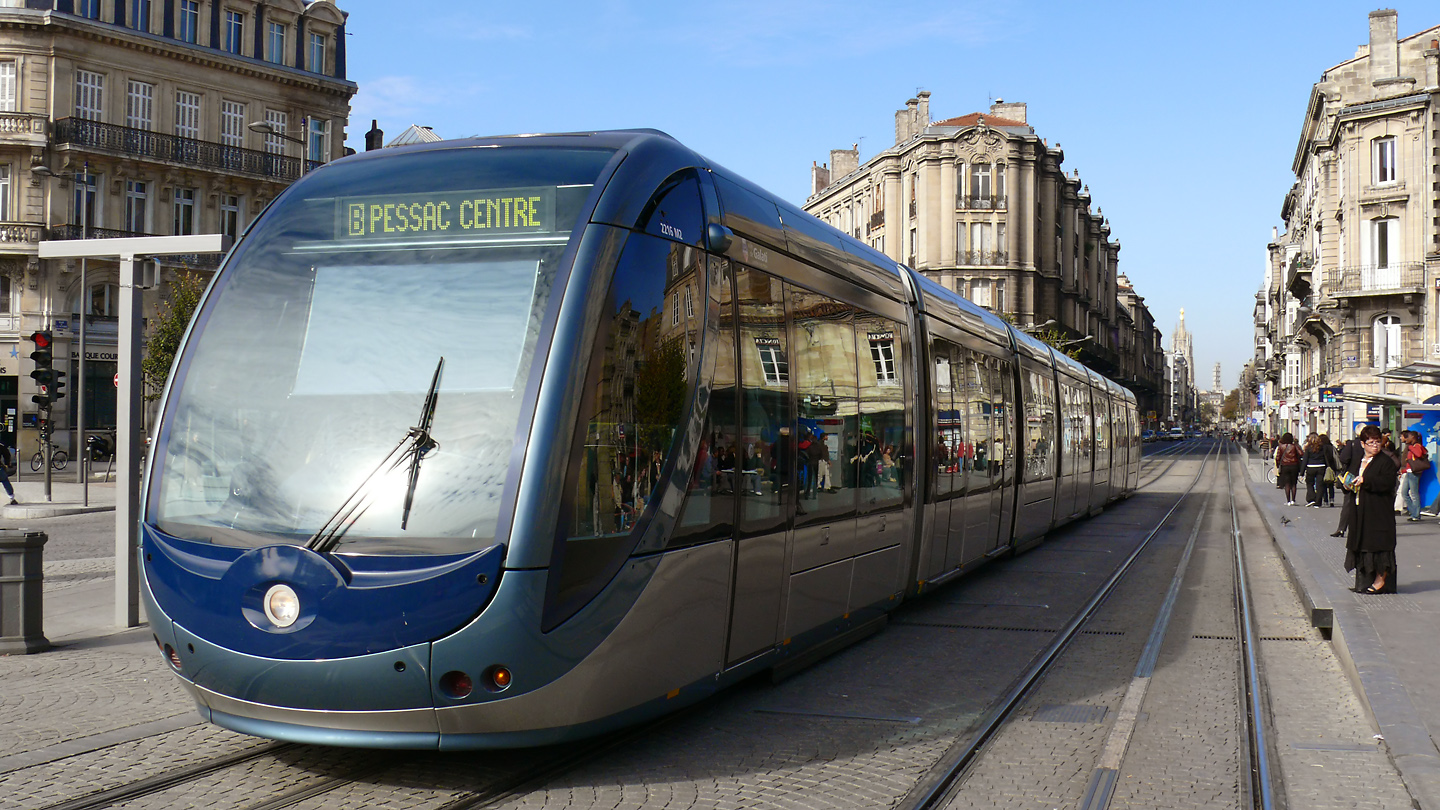
Ein Citadis 402 der Linie B in der Station Victoire

Wie die meisten französischen Straßenbahnen setzt auch die Straßenbahn Bordeaux Niederflurfahrzeuge der Familie Citadis der Firma Alstom ein. Diese Fahrzeuge sind in Bordeaux in zwei verschiedenen Längen im Einsatz und verfügen über ein für den Betrieb gestaltetes Design.

### Typ Citadis 402
Der Typ Citadis 402 ist hauptsächlich auf den Linien A und B unterwegs. Diese Fahrzeuge haben eine Länge von 43,989 Meter, eine Breite von 2,4 Meter und ein Leergewicht von 54,9 Tonnen. Sie fahren auf Regelspur (1435 mm) und mit einer Betriebsspannung von 750 Volt Gleichspannung. Die Höchstgeschwindigkeit beträgt 60 km/h, die normale Beschleunigung aus dem Stand 1,15 m/s², die Bremsverzögerung bei Notbremsung 2,85 m/s². Die Wagen verfügen über 90 Sitzplätze. Bei normaler Beladung (4 Passagiere pro m²) können 230 Passagiere befördert werden, bei enger Beladung (6 Passagiere pro m²) bis zu 345 Passagiere.
Seit der Streckenverlängerung vom Dezember 2016 sind 88 Fahrzeuge dieses Typs in Betriebs. Sie tragen die Nummern 1301 bis 1326, 2201 bis 2232, 2301 bis 2306, 2501 bis 2520 und 2801 bis 2804 und wurden in den Jahren 2002, 2003, 2005, 2008 sowie 2013 geliefert. Die zweite Ziffer der Fahrzeugnummer gibt das Jahr der Bestellung an.

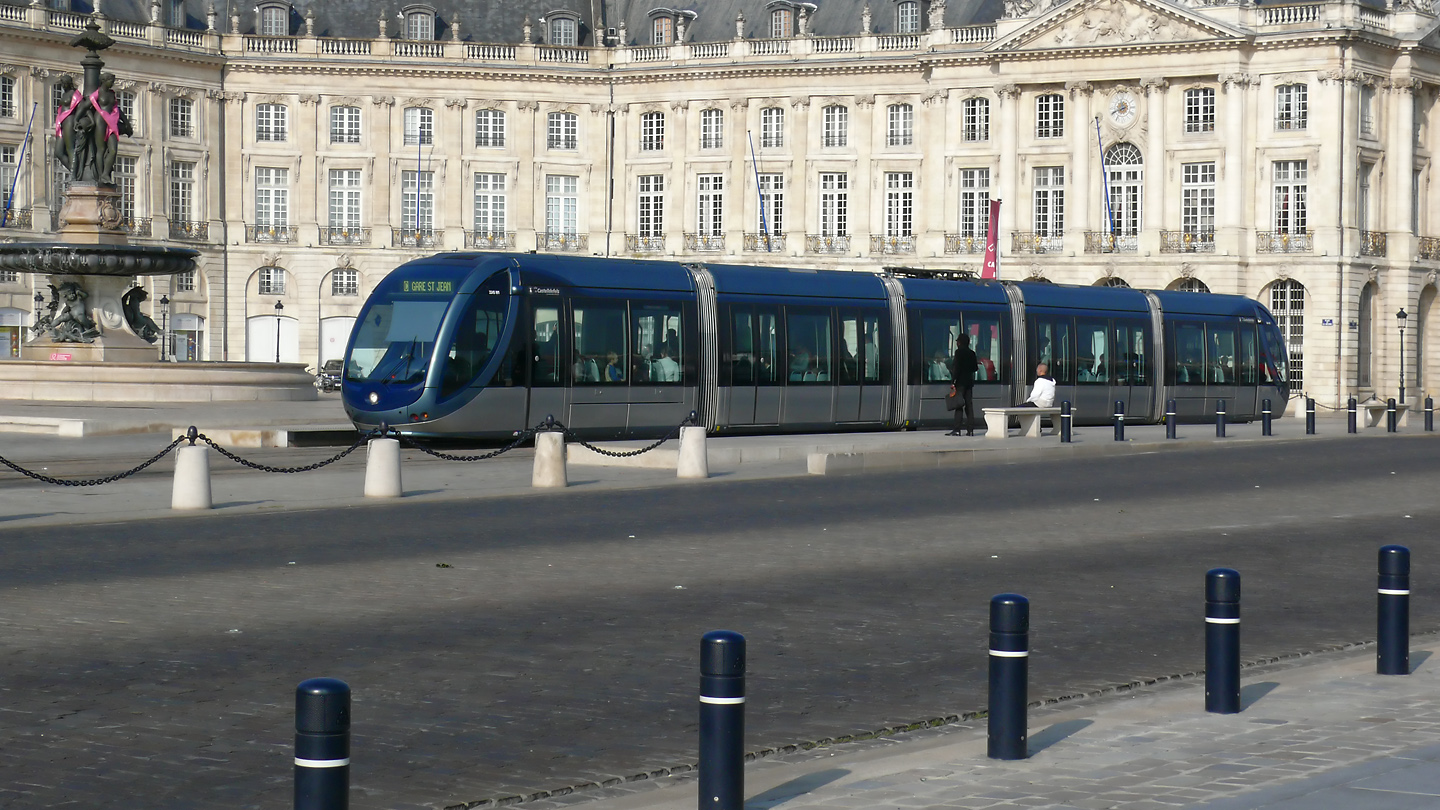
Ein Citadis 302 am Place de la Bourse

### Typ Citadis 302
Auf der schwächer frequentierten Linie C kommt hauptsächlich das Modell Citadis 302 zum Einsatz. Diese Fahrzeuge bestehen nur aus fünf Segmenten und sind daher mit einer Länge von 32,85 Metern und einer Masse von 41,3 Tonnen deutlich kleiner. Sie haben 64 Sitzplätze und können bis zu 255 Passagiere befördern. Seit Ende der zweiten Bauphase sind 12 Fahrzeuge dieses Modells im Einsatz. Sie tragen die Nummern 2241–2246 und 2541–2546 und wurden 2002 bzw. 2008 vom Hersteller übernommen.
Aufgrund der Besonderheiten des Systems APS kann das Streckennetz nicht von deutlich kürzeren Fahrzeugen befahren werden. Aus Sicherheitsgründen müssen die stromführenden Teilstücke immer vollständig von einem Straßenbahnwagen überdeckt sein, was die Fahrzeuglänge einschränkt.

### Bestellungen 2016
Um für die geplanten Neubaustrecken genügend Fahrzeuge einsetzen zu können, wurden bei Alstom weitere zehn Citadis-Züge der Baureihe 402 bestellt. Die Zahl der Citadis-Züge stieg damit auf insgesamt 115. Die Beschaffungen wurden durch die Inbetriebnahme der Strecken Quinconces – Eysines (Linie D) und Ravezies – Blanquefort (Tram-Train du Médoc) notwendig. Mit der Einlösung einer weiteren Option der längeren Citadis 402 wurde das Rollmaterial darauf auf insgesamt 130 Citadis vergrößert.

## Betrieb
Die Straßenbahn fährt im gesamten Netz auf einem eigenen Gleiskörper, der von anderen Fahrzeugen nicht benutzt werden darf, auch nicht von Bussen oder Taxis. In weiten Teilen der Stadt ist der Gleiskörper mit Gras begrünt (voies engazonnés, Rasengleis) und trägt so positiv zum Stadtbild bei. In Kurven werden die Flanken der Schienen automatisch geschmiert, so dass quietschende Geräusche der Straßenbahnen vermieden werden. Das maximale Betriebsgeräusch der Straßenbahn beträgt 74 dB.
Das APS-Gleissystem ist auf eine Höchstgeschwindigkeit von 70 km/h ausgelegt. In der Praxis wird die Höchstgeschwindigkeit durch Verkehrszeichen limitiert; sie beträgt derzeit maximal 55 km/h. Die Fahrzeuge schalten sich im Normalbetrieb alle Ampeln frei und gelangen so ohne Halt von einer Station zur nächsten. Dadurch ist die Bordelaiser Straßenbahn ein ausgesprochen schnelles Verkehrsmittel. Die Durchschnittsgeschwindigkeit (inklusive der Stationsaufenthalte) beträgt 21 km/h, was der höchste Wert in Frankreich ist.
Die Züge verkehren von 5 Uhr früh bis 1 Uhr nachts. Die Intervalle betragen in der Stoßzeit 4 Minuten, ansonsten 8 Minuten. In der eigentlichen Stadt Bordeaux – das ist der Kernbereich der Metropole mit 230.000 Einwohnern – haben 37 % aller Einwohner eine Straßenbahnstation in weniger als 500 Meter Entfernung, 50 % aller Arbeitsplätze und 65 % aller Schulen und Universitäten.
Der Preis für eine einfache Fahrt beträgt 1,90 Euro (2025). Eine Karte für 10 Fahrten kostet 15 Euro (2025), eine Karte für 7 Tage 13,40 Euro, ein Monatsticket 47,20 Euro und ein Jahresticket 475,20 Euro. Für zahlreiche Personengruppen gibt es ermäßigte Tarife. Die Karten können in jeder Station an einem Automaten erworben werden.
Die Entwicklung der Fahrgastzahlen ist sehr positiv: Im Jahr 2010 wurden 62 Millionen Fahrgäste befördert, 2011 waren es 66,5 Millionen und 2016 dann 80 Millionen.

## Linien

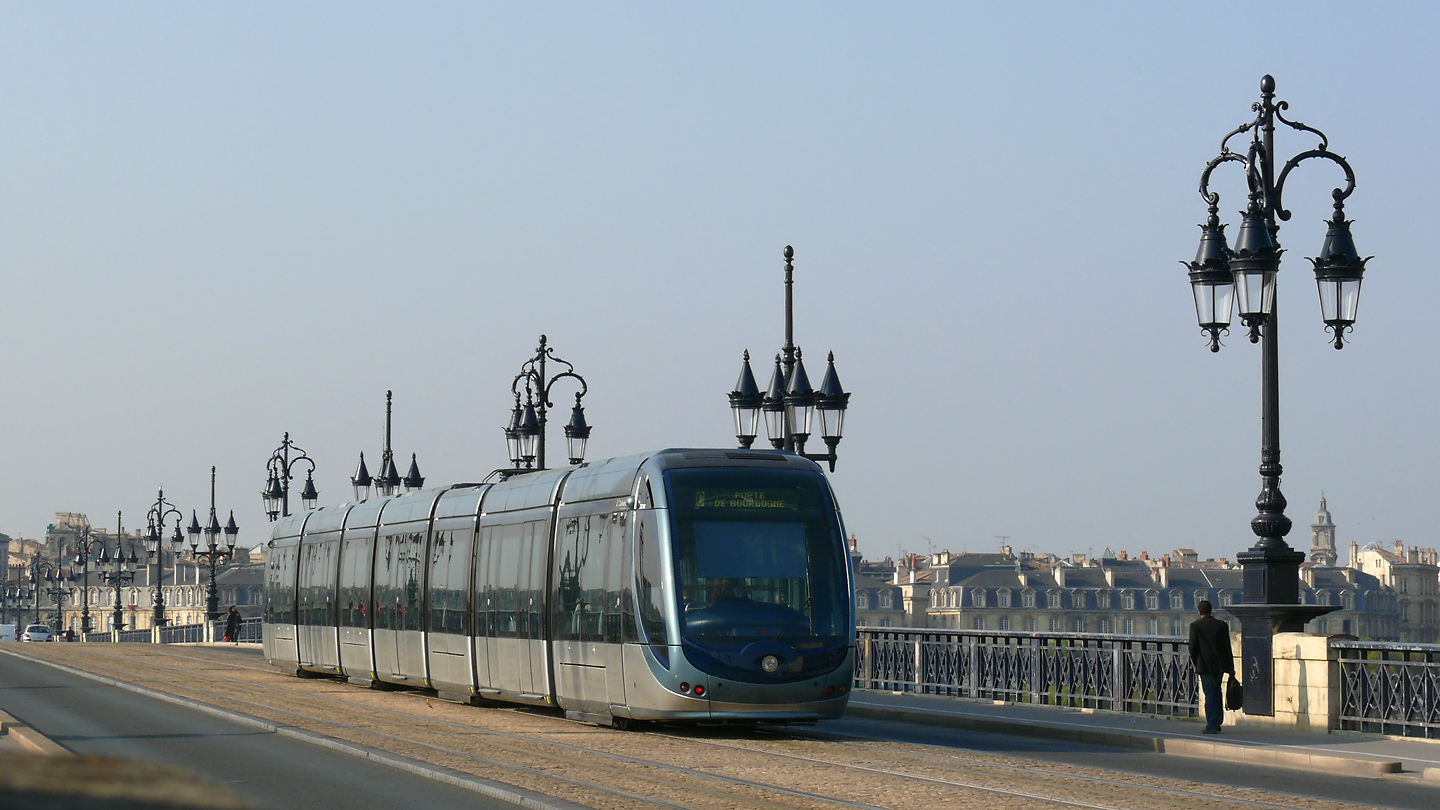
Ein Citadis 402 der Linie C auf Ausrückfahrt zur Porte de Bourgogne auf der Strecke der Linie A über die Pont de Pierre

### Linie A

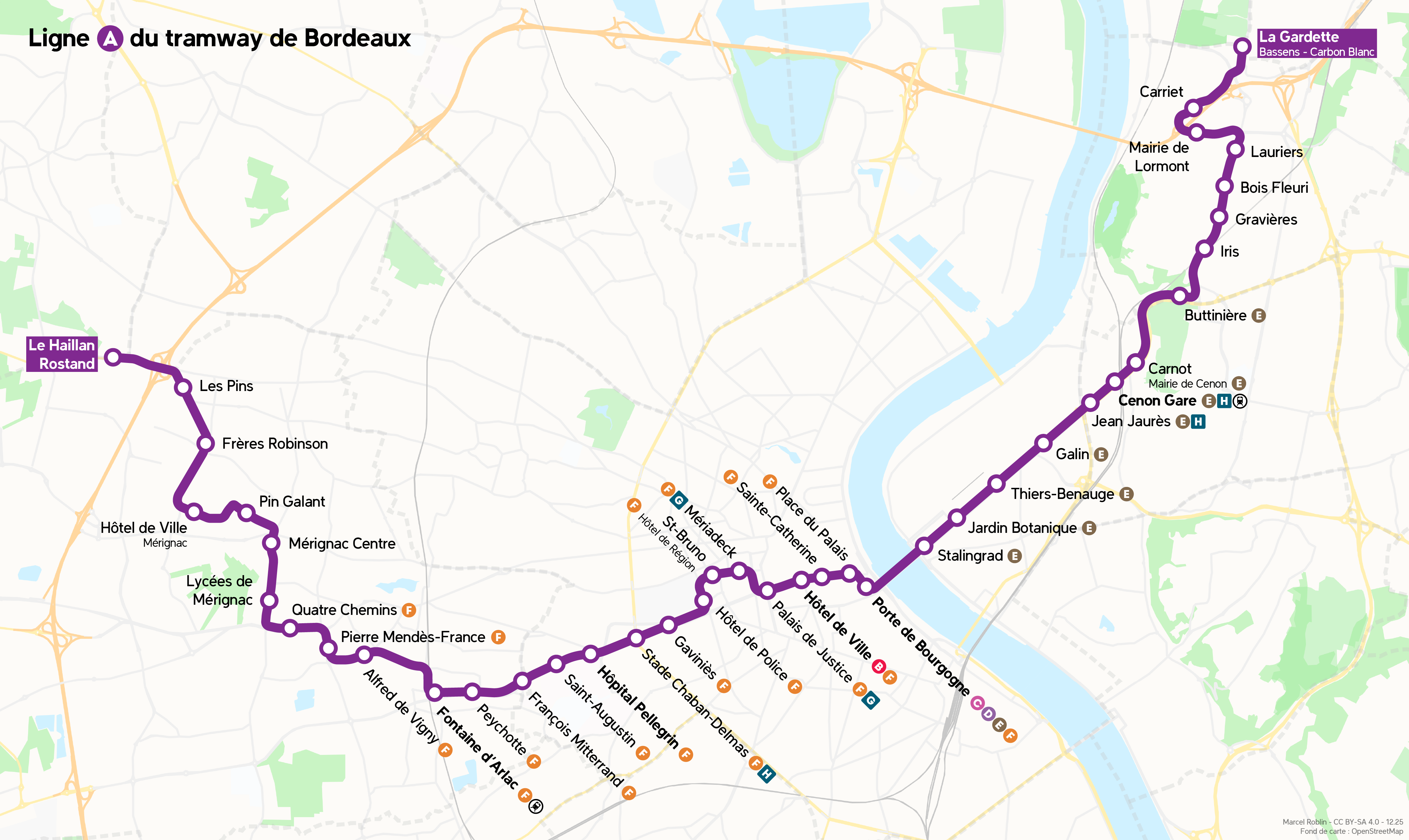
Routenskizze der Linie A

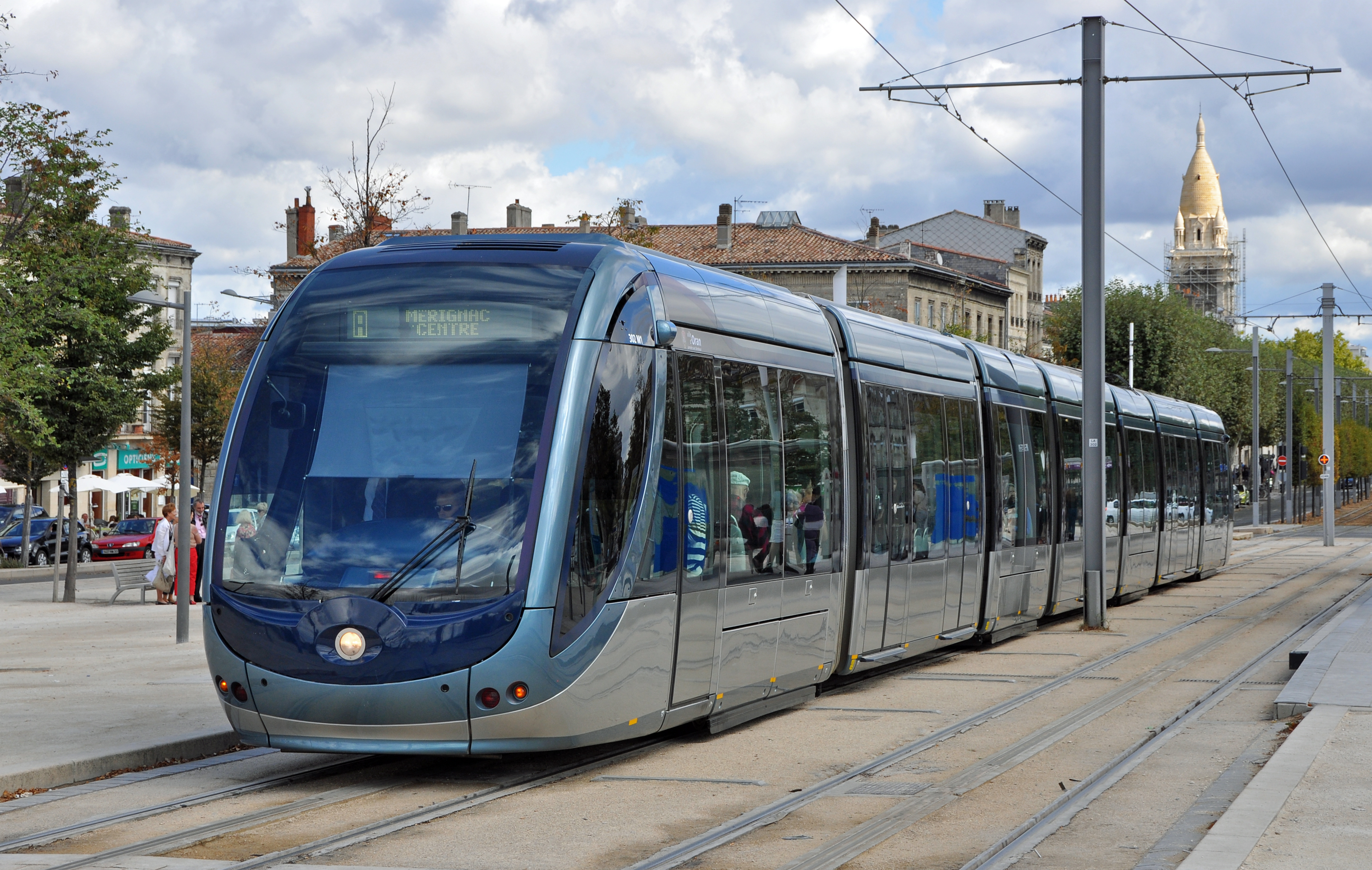
Ein Citadis 402 der Linie A auf dem Place de Stalingrad

Die Linie A („violette Linie“) ist die längste der drei Linien. Sie führt vom westlichen Vorort Mérignac zur Innenstadt, dabei quert sie das neu errichtete Geschäftsviertel Mériadeck. Bei der Station Hôtel de Ville, gleich neben der Kathedrale Saint-André, trifft sie mit der Linie B zusammen und kreuzt diese. Bei der Station Porte de Bourgogne begegnet sie der Linie C, danach überquert sie über die Pont de Pierre die Garonne Richtung Buttinière. Dort verzweigt sie sich, eine Strecke führt nach Norden in die Gemeinden Lormont und Carbon-Blanc, eine zweite Strecke führt Richtung Süden über Cenon bis nach Floirac. Die gesamte Streckenlänge beträgt 20,6 km bei 41 Stationen und einem durchschnittlichen Stationsabstand von 447 Metern. Die Beförderungsleistung beträgt 4.500 Passagiere pro Stunde, 2008 wurden 22,3 Millionen Fahrgäste befördert.
Die Linie A wurde am 21. Dezember 2003 zuerst zwischen Mériadeck und Lauriers bzw. La Marègue eröffnet. Die erste Verlängerung führte von Mériadeck Richtung Westen bis zur Haltestelle Saint-Augustin, welche am 26. September 2005 in Betrieb genommen wurde. 2007 folgten schließlich Erweiterungen nach Floirac Dravemont (27. Februar) und Mérignac Centre (21. Juni). Am 31. Mai 2008 folgte auch die Verlängerung am Nordast, der nun nach La Gardette Bassens Carbon-Blanc führt. Seit September 2010 besteht eine weitere Umsteigeverbindung zur Eisenbahn: In unmittelbarer Nähe der Haltestelle Fontaine d'Arlac wurde auf der Ringstrecke Bordeaux der SNCF-Bahnhof Mérignac-Arlac eröffnet. Am 24. Januar 2015 wurde die Weststrecke über Mérignac-Centre hinaus um weitere fünf Stationen und 3,6 km verlängert. Neue Endstation ist Le Haillan Rostand, welche an der Stadtgrenze zwischen Mérignac und Le Haillan liegt. Die Planungen sahen vor, dass der Großteil der fünf neuen Haltestellen umfassenden Strecke zweigleisig gebaut wird: nur die Strecke ab der vorletzten Haltestelle Les Pins sollte eingleisig ausgeführt werden.
Die Linie A wirkt im Osten der Stadt stark überdimensioniert. Da erst seit Anfang des 19. Jahrhunderts eine leistungsfähige Brücke über die Garonne zur Verfügung steht (die Pont de Pierre), sind die Stadtteile östlich der Garonne in der Entwicklung zurückgeblieben, Bordeaux hat sich hauptsächlich nach Westen und Süden ausgedehnt. Die Stadtverwaltung versucht nun, durch ein leistungsfähiges Transportsystem die Stadtteile jenseits der Garonne zu fördern.
Eine Verlängerung der Linie A zum Flughafen ist fertiggestellt (Stand 2024).

### Linie B

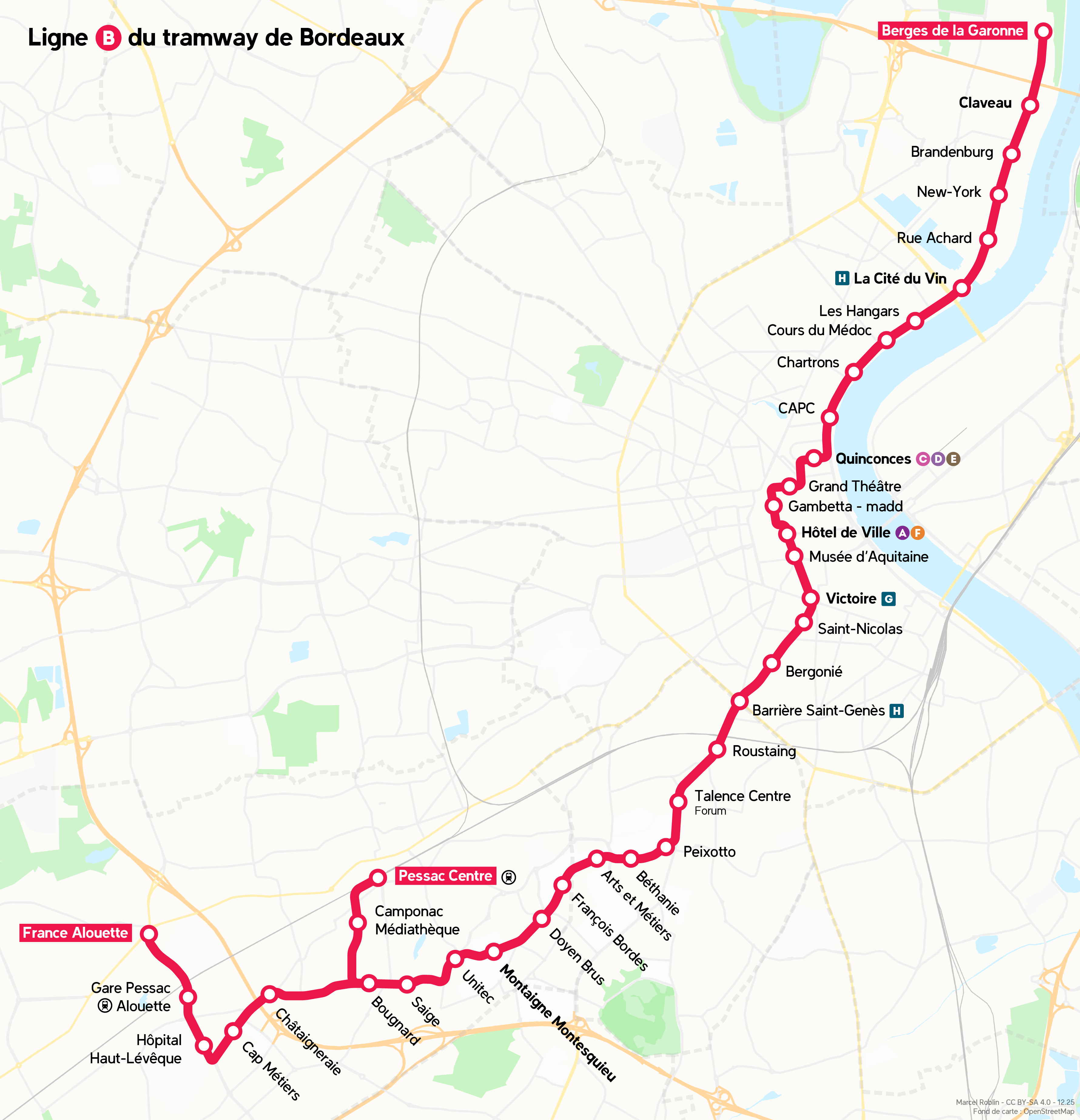
Routenskizze der Linie B

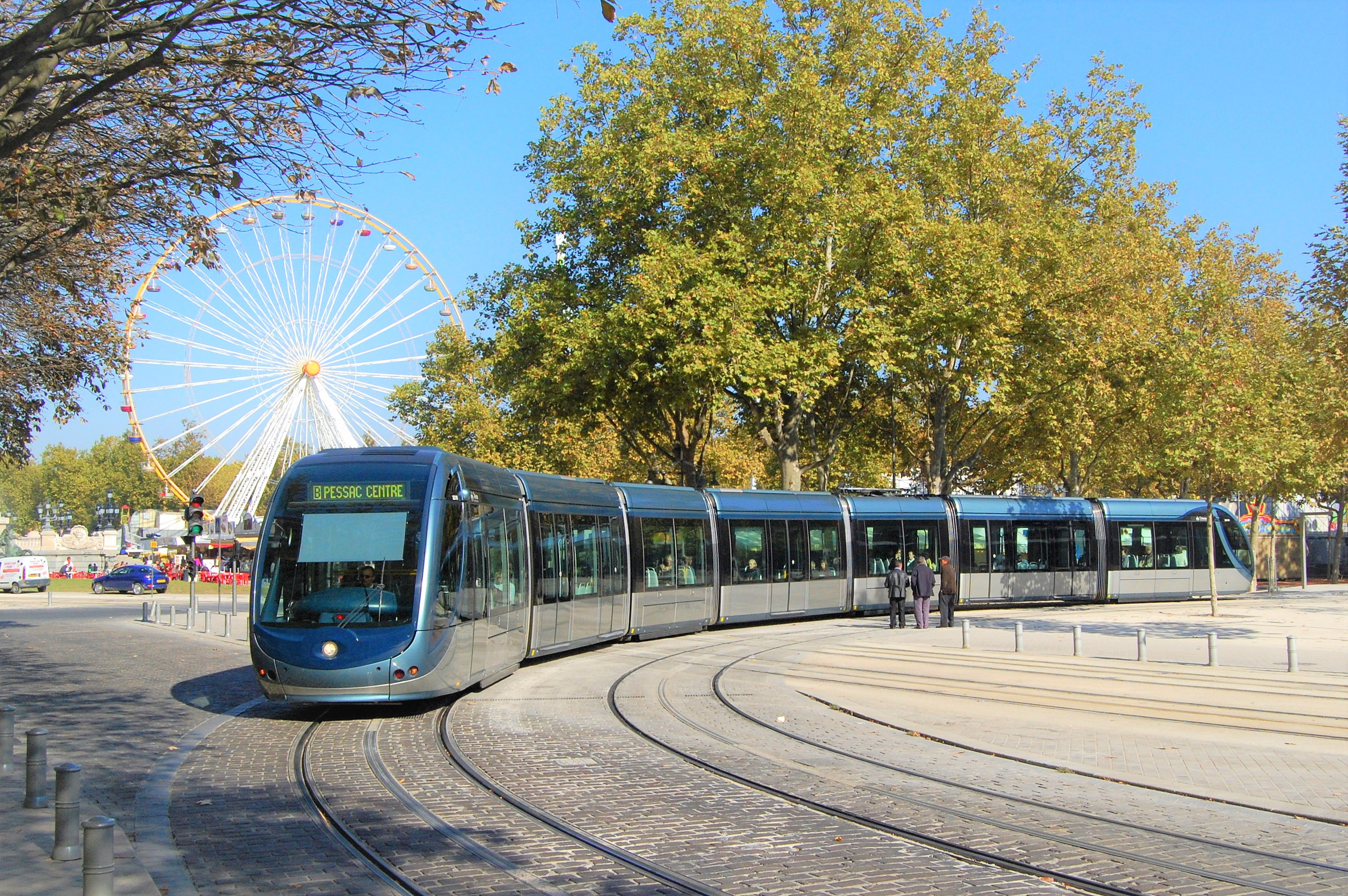
Linie B auf dem Place des Quinconces

Die Linie B („rote Linie“) führt vom Bahnhof des südwestlichen Vorort Pessac zur Innenstadt. Sie bedient dabei das Universitätsviertel in Pessac und Talence, in dem sich die Universitäten Bordeaux I, Michel de Montaigne Bordeaux III und Montesquieu Bordeaux IV befinden. Am Hôtel de Ville quert sie die Linie A, weiter führt sie vorbei am Grand Théâtre und über den Place des Quinconces – wo sie die Linie C quert – zum linken Ufer der Garonne, dem sie bis zur Endstation Claveau folgt.
Die Linie B wurde am 15. Mai 2004 zwischen Saint-Nicolas und Quinconces eröffnet. Am 3. Juli 2004 wurde sie dann zur Haltestelle Bougnard in Pessac verlängert, die kurze Strecke zum Bahnhof folgte in der zweiten Bauphase am 29. Mai 2007. Ab 23. Juli 2007 wurde bis Bassins à Flot gefahren, seit 20. Oktober 2008 wird schließlich die Endstation Claveau erreicht.
Am 21. Juni 2014 wurde die Linie um eine Station von Claveau zur neuen Endstation Berges de Garonne verlängert. Die 750 m lange Strecke ist eingleisig ausgeführt.
Am 22. Juni 2015 ging die Zweigstrecke von Bougnard nach France Alouette in Betrieb. Sie umfasst 3,5 km Strecke und 5 Stationen.
Die Streckenlänge beträgt 19,5 km bei 37 Haltestellen. Die Beförderungsleistung in der Hauptverkehrszeit beträgt 4500 Passagiere pro Stunde, 2008 wurden 20,7 Millionen Fahrgäste befördert.

### Linie C

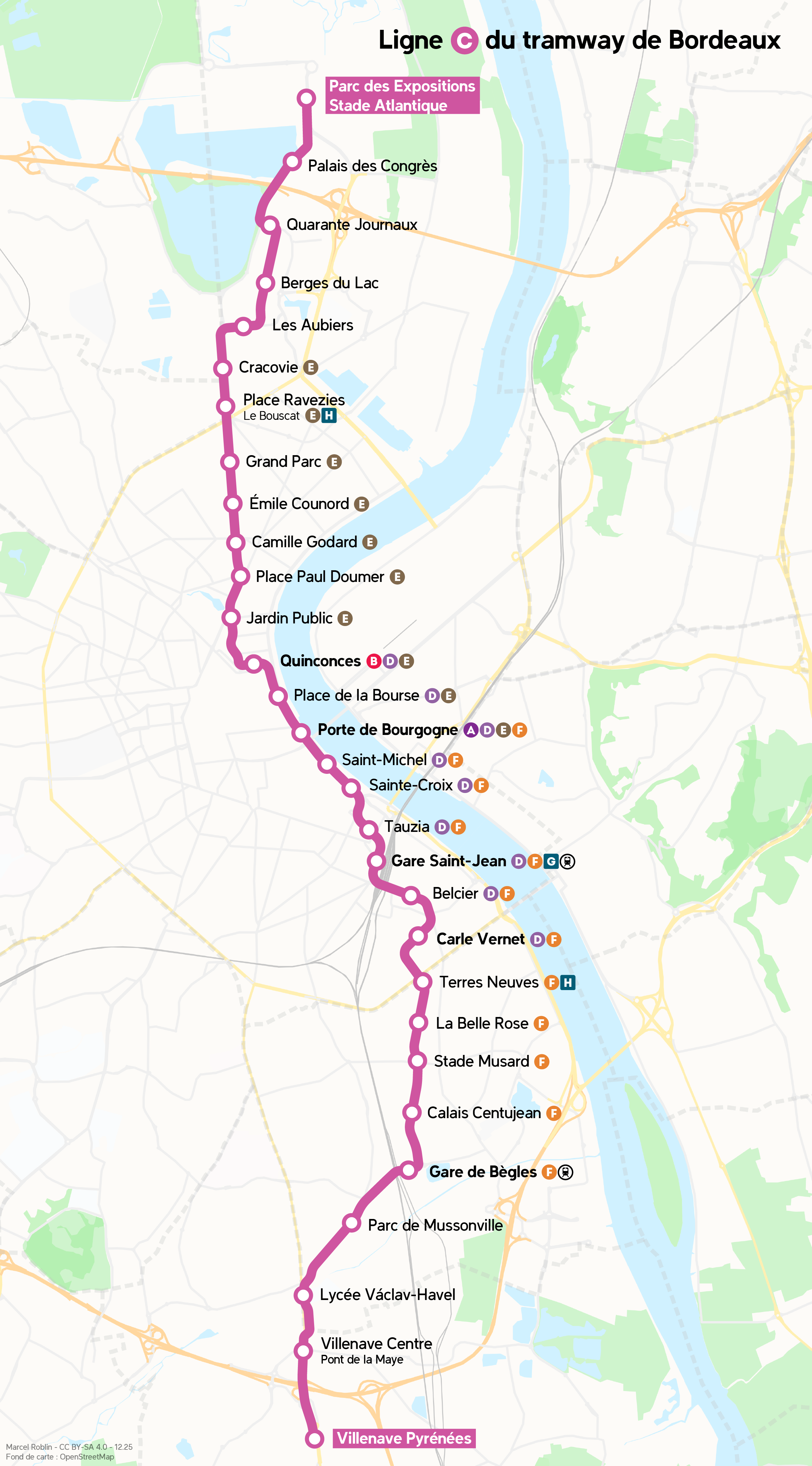
Routenskizze der Linie C

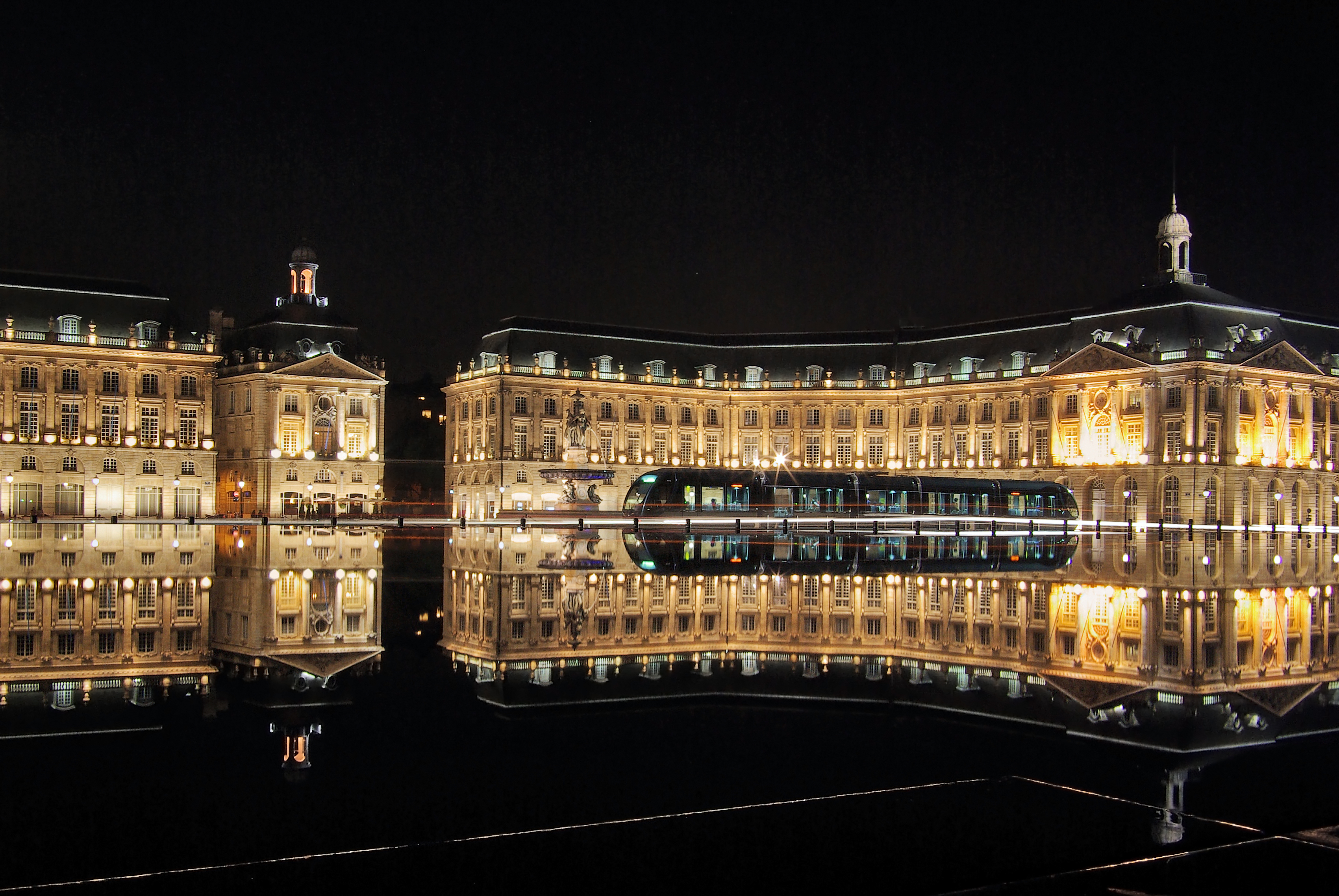
Die Linie C in der Haltestelle Place de la Bourse

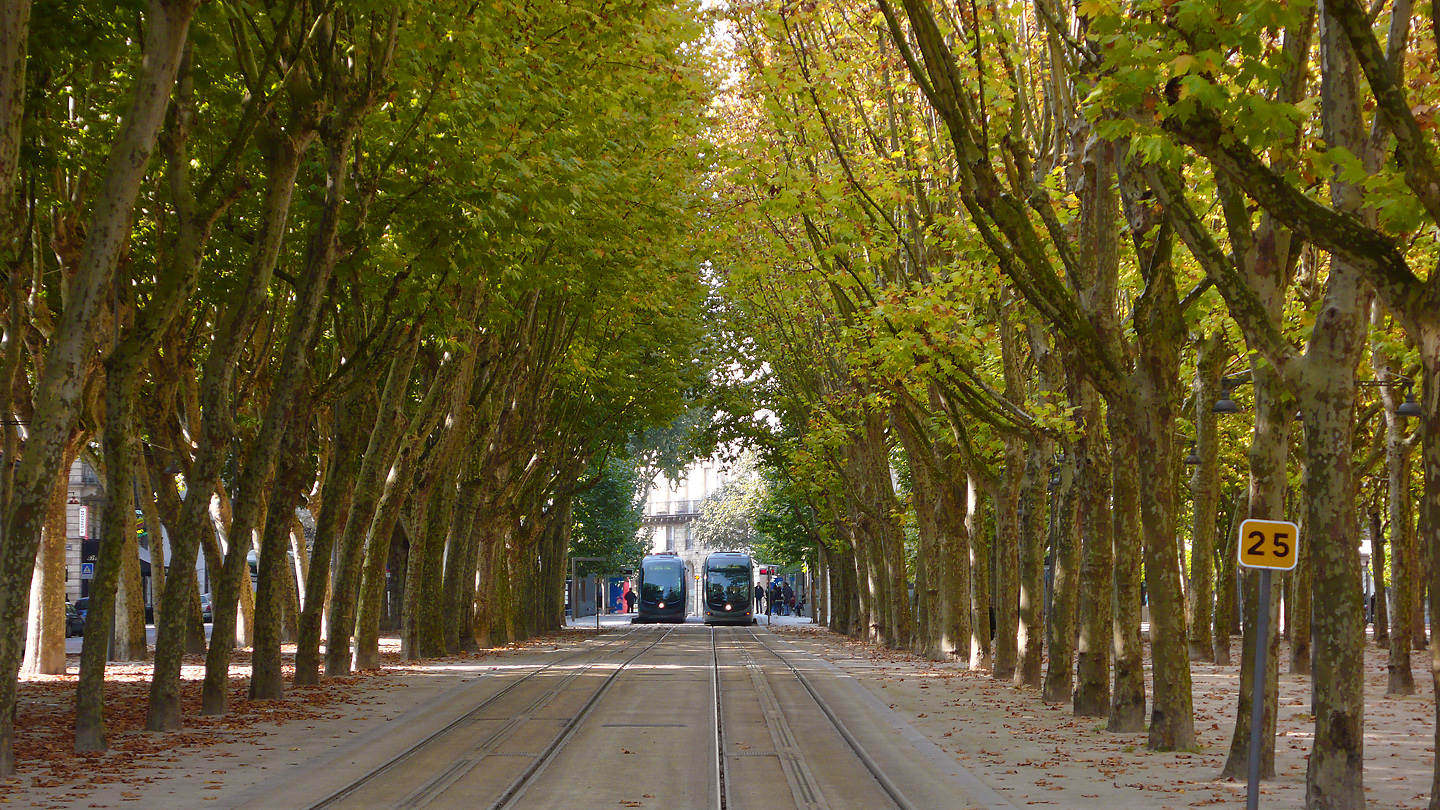
Die Linie C bei Quinconces

Die Linie C („rosa Linie“) führt vom südlichen Vorort Bègles zunächst zum wichtigsten Bahnhof der Stadt, Saint-Jean und dann entlang der Garonne zur Porte de Bourgogne, wo sie die Linie A quert. Von dort geht es weiter entlang des Kais, die Straßenbahn überquert dabei auch den Place de la Bourse. Um das Stadtbild nicht zu stören, wird hier nicht nur auf die Oberleitung verzichtet, sondern auch die Haltestellengestaltung ist minimalistisch ausgeführt (nur Bahnsteig und Bänke). Weiter geht es zum Place des Quinconces, wo die Linie B gekreuzt wird. Hier verlässt die Strecke das Garonne-Ufer, sie führt nach Norden bis zum See Le Lac im Stadtteil Bruges.
Die Linie wurde am 24. April 2004 zwischen dem Bahnhof Saint-Jean und Quinconces eröffnet. Nach Norden erfolgte die Verlängerung in mehreren Etappen, ab dem 19. November 2007 bis Grand Parc und am 27. Februar 2008 bis zur Haltestelle Les Aubiers. Im Süden wurde am selben Tag die Strecke vom Bahnhof Saint-Jean nach Bègles zur Haltestelle Terres Neuve erweitert. Die weiteren Verlängerungen erfolgten wieder nördlicher Richtung: am 1. Februar um 700 m bis Berges du Lac und am 24. Januar 2015 konnte eine 2,7 km lange Strecke bis Parc des Expositions in Betrieb genommen werden. Seit 17. Dezember 2016 schließlich verkehren Straßenbahnen auf der sog. Tram-Train du Médoc, einer Zweiglinie der Linie C mit 7,2 km Länge, welche in Cracovie von der Hauptstrecke zum Parc des Expositions abzweigt und zum Bahnhof Blanquefort führt.
Die Streckenlänge betrug im Jahr 2011 8,1 km bei 17 Haltestellen. Heute (Stand Anfang 2017) sind es 33 Haltestellen, welche entlang der 19,4 km langen Linie verteilt sind.
Die Beförderungsleistung in der Hauptverkehrszeit beträgt nur 3000 Passagiere pro Stunde, da hier vorrangig die kürzeren Fahrzeuge vom Typ Citadis 302 zum Einsatz kommen. Teilweise sind allerdings auch die längeren Citadis 402 anzutreffen, eine gänzliche Umstellung auf Citadis 402 wäre bei Bedarf jederzeit möglich. Im Jahr 2008 wurden insgesamt 11,6 Millionen Fahrgäste befördert.

### Linie D

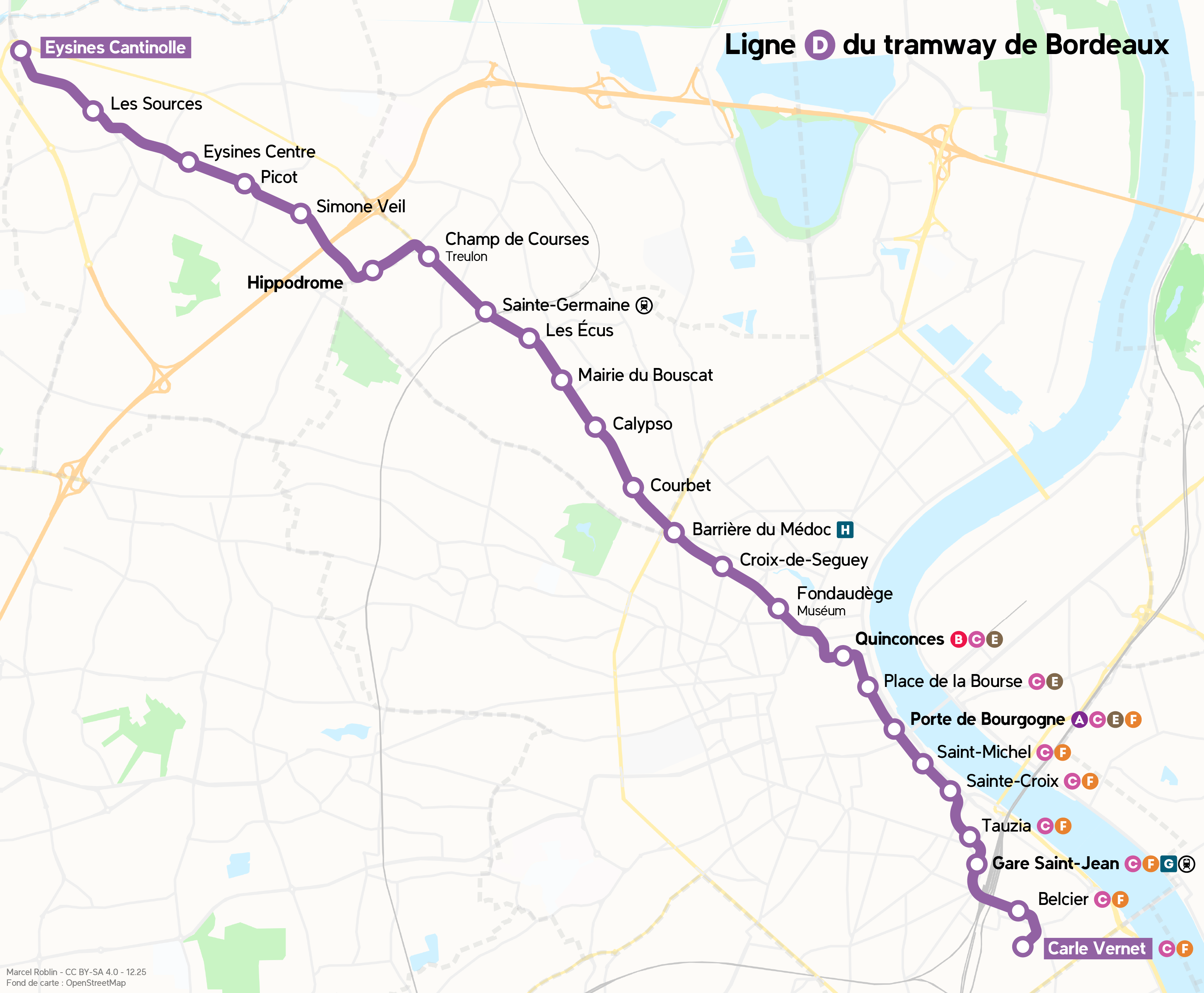
Routenskizze der Linie D ab März 2020

Die erste Teilstrecke der Linie D wurde am 14. Dezember 2019 eröffnet.

#### Der erste Bauabschnitt
Er führt von Carle Vernet südlich des Bahnhofs Saint-Jean bis zur Haltestelle Quinconces. Diese Strecke wird ebenfalls von der Linie C benützt. In Quinconces zweigt sie in nordwestlicher Richtung ab und erreicht über eine neue 3,5 km lange Strecke mit 5 Zwischenhalten die vorübergehende Endstelle Mairie du Bouscat in der Gemeinde Le Bouscat. Von Quinconces aus verläuft die Strecke entlang des Cours Tournon, überquert den Place Tourny und folgt dann der Rue Fondaudège. Der erste Halt Fondaudège Museum befindet sich in der Nähe des Naturkundemuseums. Die nächste Haltestelle, Croix de Seguey, befindet sich in der Nähe der Kirche Saint-Ferdinand. An der Haltestelle Barrière du Médoc kreuzt die Strecke die Boulevards (Ringstraße). Entlang der Avenue de la Libération Charles de Gaulle wird die Gemeinde Le Bouscat erreicht. Das Geschäftszentrum entlang der Straße wird von den Haltestellen Barrière du Médoc und Courbet erschlossen, von letzterer aus kann auch der Parc Bordelais, der größte Park von Bordeaux, mit einem kurzen Fußweg erreicht werden. Nun durchquert die Strecke die Vororte von Le Buscat, die mit der Haltestelle Calypso erschlossen werden. Sie endete zunächst an der Haltestelle im Stadtzentrum von Le Buscat, von wo aus in weniger als 500 Metern Entfernung die Kirche Sainte-Clothilde, das Rathaus und der Parc de la Chêneraie mit dem Castel d'Andorte erreicht werden können.

#### Der zweite Bauabschnitt
Am 29. Februar 2020 wurde die Verlängerung der Linie von der damaligen nördlichen Endhaltestelle Mairie du Bouscat bis zur Haltestelle Cantinolle und mit acht Zwischenhalten für den regulären Verkehr freigegeben. Jetzt kreuzt die neue Tramlinie zwischen ihrer vorletzten Haltestelle Les Sources und der Endhaltestelle die Trasse der ehemaligen normalspurigen Bahnlinie von Bordeaux nach Lacanau-Océan, die heute fast auf ihrer ganzen Länge als Radweg ausgebaut ist.

#### Geplante Verlängerung
Ursprünglich war geplant, die Tramlinie über diese Trasse bis ins rund vier Kilometer entfernte Saint-Médard-en-Jalles zu führen. Nach Protesten durch Anwohner und Anliegergemeinden einigte man sich 2018 darauf, die Verbindung nach Saint-Médard über Le Taillan-Médoc zu legen und so Saint-Médard nördlich anzufahren. Innerhalb von Saint-Médard soll die neue Tramtrasse dann wieder größtenteils auf der alten Bahntrasse geführt werden. Endhaltestelle ist dann Carré des Jalles am gleichnamigen großen Kulturgebäude und damit nicht bis zum ehemaligen und noch erhaltenen Bahnhofs von Saint-Médard weitergeführt. Eine Eröffnung dieses letzten Streckenabschnitts ist nicht vor 2024 geplant.
Dorthin und weiter nach Saint-Aubin-de-Médoc soll auch die neue geplante Schnellbuslinie mit Elektrobussen auf weitgehend eigener Fahrbahn (BHNS) vom Bahnhof Bordeaux-Saint-Jean führen. Die Eröffnung war ursprünglich für 2020 geplant, verzögert sich aber aufgrund von Anwohnerprotesten. 2017 wurde hinzu die Idee ins Spiel gebracht, wegen der Surf-Wettbewerbe der Olympiade 2024 in Lacanau die Tram bis nach Lacanau-Océan zu verlängern. Der Streckenverlauf soll der ehemaligen Bahntrasse folgen, jedoch zwischen Sainte-Hélène und Lacanau den direkten Weg entlang der D6 nehmen anstatt wie früher über Saumos.

### Depots
Das Netz verfügt zurzeit über drei Betriebshöfe. Das Depot La Bastide befindet sich entlang der Linie A östlich der Garonne zwischen den Haltestellen Thiers Benauge und Galin. 2008 wurde das Depot Achard an der Linie B eröffnet, das sich am westlichen Garonneufer zwischen den Haltestellen Rue Achard und New York befindet. Das dritte Depot entstand in der Phase Drei am nördlichen Ende der Linie C.
Alle Linien sind untereinander über Betriebsgleise verbunden. Weiters sind für alle Linien Busrouten für einen allfällig nötigen Schienenersatzverkehr festgelegt.